# Pantun

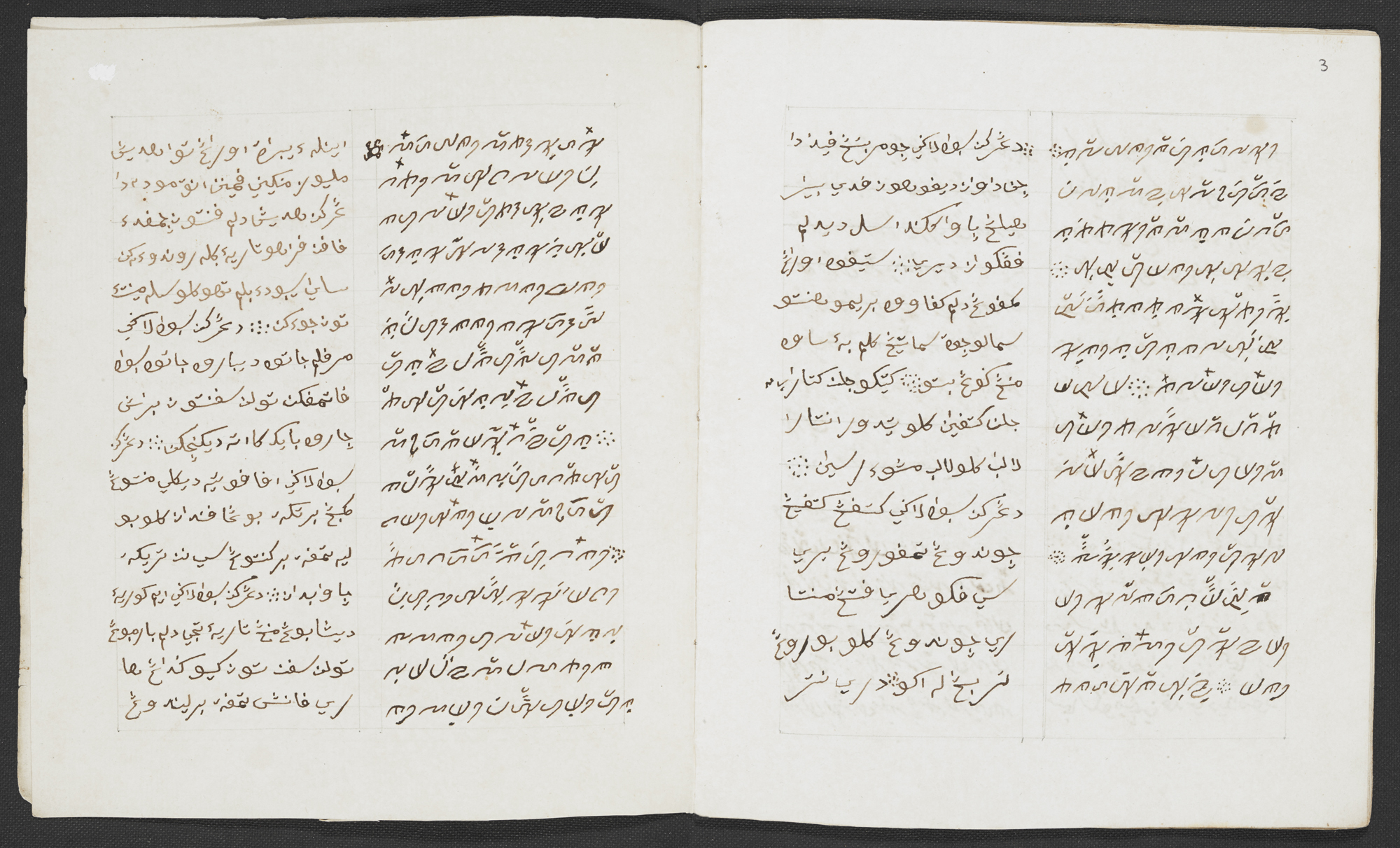
En tvåspråkig pantun på lampung och malajiska från Indonesien.

Pantun eller pantum är en folklig fyrradig malajisk diktform. Diktformen är företrädesvis muntlig och anonym. En muntlig traderare av pantuner kallas för pemantun.

## Tillkomst och spridning
Pantunen är sannolikt en mycket gammal diktform, men åldern och även begreppets ursprung är okänt. De första nedskrivna panterna härrör från 1500-talet.
Under 1800-talet spreds pantunen bland annat till Europa, och Victor Hugo tolkade en sorts komplicerade, flätade pantuner som kallas för "pantun berkait". Dessa består av en lång rad strofer om fyra rader, och varje strofs andra och fjärde rad återkommer som första och tredje rad i den följande strofen. Hugos tolkningar av dessa "pantun berkait" fick på franska namnet "pantoume", som under en kort period var populära.

## Stil och form
Pantunen kännetecknas av ett enkelt, vardagligt språk. Många idiom och standardfraser återanvänds flitigt i olika pantuner. Översättaren Staffan Backlund beskriver pantunen som enkel, sensuell och passionerad. Många pantuner är kärlekslyrik, och en sorts språkliga stilleben.
Pantuner består i regel av fyra rader enligt rimschemat ABAB, men ofta även med inrim och assonans. Stavelserna i varje versrad varierar mellan 7 och 12. Reglerna är dock flexibla, och bryts ofta mot. De första två versraderna i en pantun kallas för "pembayang", och utgör en sorts förberedelse som skapar pantunens atmosfär och förebådar avslutet. De två sista verserna kallas för "maksud", och uttrycker pantunens budskap och känsloläge.
Pembayang och maksud tillsammans ska i en bra pantun uppvisa en språklig harmoni, men helst utan användning av någon metafor. Eftersom pantunen ska söka undvika metaforen kan sambandet mellan de två radparen vara vagt.